# Melaenornis pammelaina
A Melaenornis pammelaina a madarak osztályának verébalakúak (Passeriformes) rendjébe és a légykapófélék (Muscicapidae) családjába tartozó faj.

## Rendszerezése
A fajt Edward Smith-Stanley Derby 13. grófja, angol ornitológus írta le 1814-ben, a Sylvia nembe Sylvia pammelaina néven.

## Alfajai
- Melaenornis pammelaina diabolicus (Sharpe, 1877)
- Melaenornis pammelaina pammelaina (Stanley, 1814)[2]

## Előfordulása
Afrika keleti és déli részén, Angola, Botswana, Burundi, a Dél-afrikai Köztársaság, Kenya, a Kongói Köztársaság, a Kongói Demokratikus Köztársaság, Lesotho, Malawi, Mozambik, Namíbia, Ruanda, Szomália, Szváziföld, Tanzánia, Zambia és Zimbabwe területén honos.
Természetes élőhelyei a szubtrópusi vagy trópusi szavannák és cserjések, valamint szántóföldek, ültetvények, vidéki kertek és városi régiók. Állandó, nem vonuló faj.

## Megjelenése
Testhossza 22 centiméter, testtömege 21–33 gramm.
|  |

## Életmódja
Rovarokkal, pókokkal és százlábúakkal táplálkozik.

## Természetvédelmi helyzete
Az elterjedési területe rendkívül nagy, egyedszáma pedig stabil. A Természetvédelmi Világszövetség Vörös listáján nem fenyegetett fajként szerepel.